# 帕倫西亞主教座堂

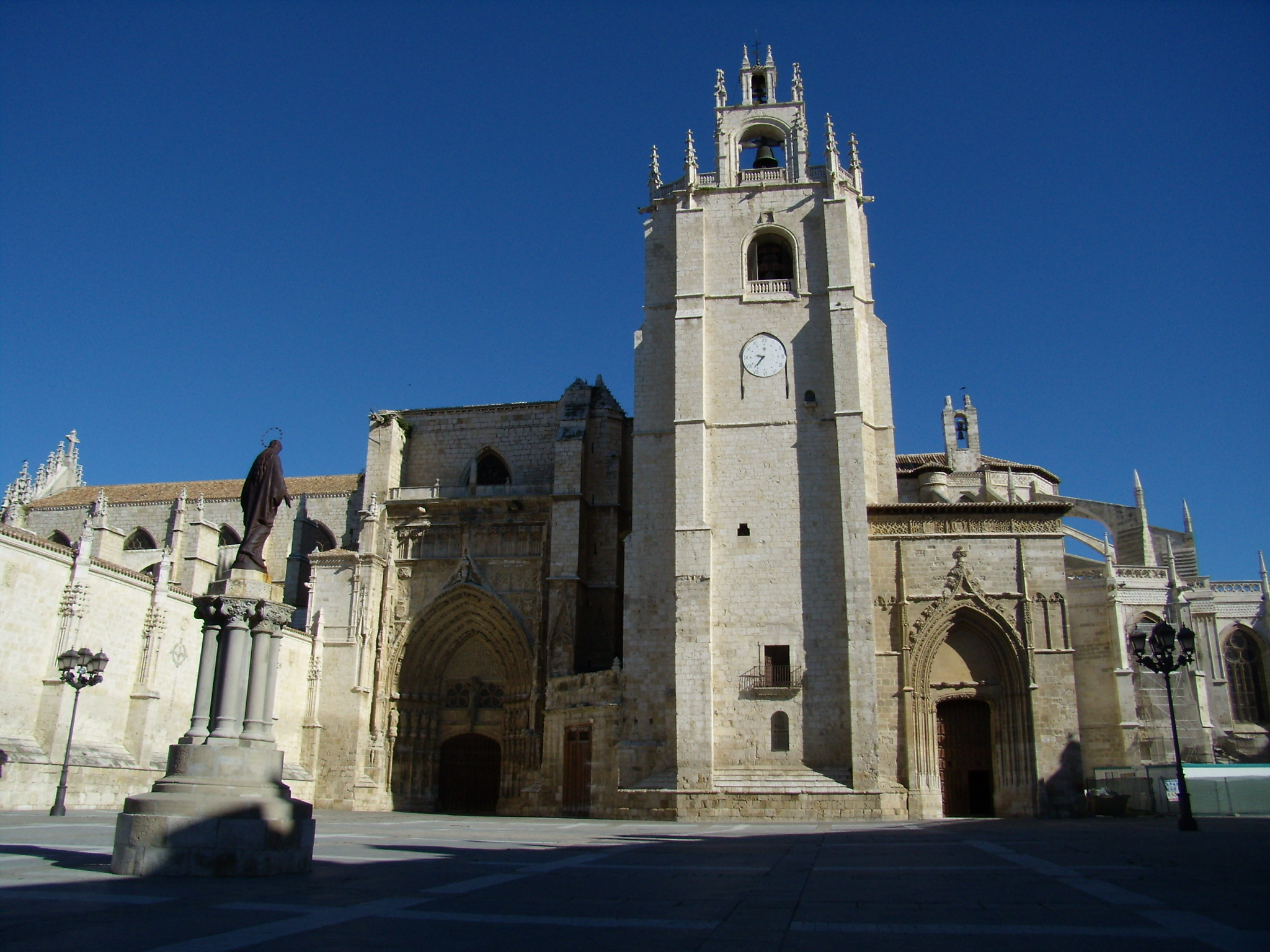
帕倫西亞主教座堂

帕倫西亞主教座堂（Palencia Cathedral）是位於西班牙城市帕倫西亞的一座羅馬天主教的主教座堂。帕倫西亞主教座堂修建於1321年至1504年期間。